# テオドラ (東ローマ女帝)
テオドラ（ギリシア語：Θεοδώρα （Theodōra）、995年 - 1056年8月31日）は、東ローマ帝国マケドニア王朝の女帝（在位：1042年、1055年 - 1056年）。コンスタンティノス8世の三女で、ゾエの妹に当たる。
ミカエル5世の追放後、姉のゾエと共に女帝として即位したが、わずか2ヵ月後に退位した。
1055年、コンスタンティノス9世モノマコスが病死した後、女帝として再び即位した。しかしその翌年に病気になり、数日後の8月31日に死去してしまった。テオドラには嗣子がなかったため、ここにマケドニア王朝の血筋は断絶した。死後、テオドラの遺言により、その養子で元老院議員であったミカエル6世ストラティオティコスが皇位に即位することとなった。
イコンに対する制限を解除した。